# Pointe Percée
Ne doit pas être confondu avec Aiguille Percée ou Pointe percée.
La pointe Percée est un sommet de France, point culminant de la chaîne des Aravis avec 2 750 mètres d'altitude, dans le département de la Haute-Savoie.

## Toponymie
La pointe Percée doit son nom à un orifice proche du sommet, sur son arête nord-ouest.

## Géographie
La pointe Percée se situe au tripoint des communes du Reposoir au nord, du Grand-Bornand au sud-ouest et de Sallanches à l'est.
Les sommets proches sont :
- la pointe de Bella Cha à 2 511 m, au nord ;
- les Quatre Têtes à 2 364 m, à l'est ;
- le mont Charvet à 2 538 m, au sud.

## Premières ascensions
- 1865 : première ascension par Louis Maquelin et deux compagnons.
- 1903 : arête du Doigt par Félix-Valentin Genecand (inventeur du Tricouni) et J. Cevey.
- 1944 : arête du Doigt avec son ressaut supérieur par Anchieri et Boivin.

## Ascension
Aux pieds de la pointe Percée se trouvent le refuge de la Pointe Percée – Gramusset à l'ouest et le refuge de Doran au nord-est.

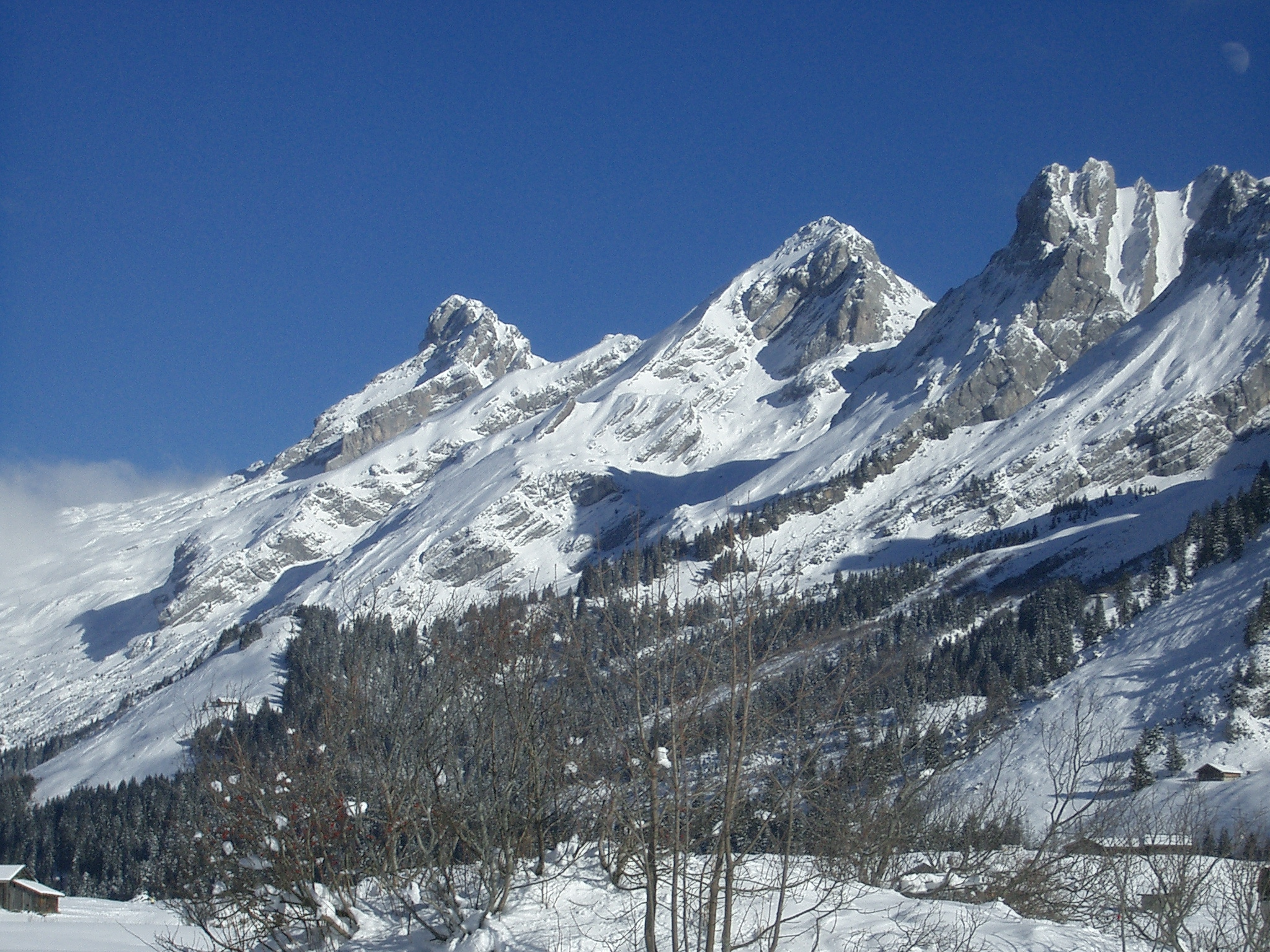
Pointe Percée (à gauche), mont Charvet et la Mamule vus du sud-ouest depuis les Confins (La Clusaz)
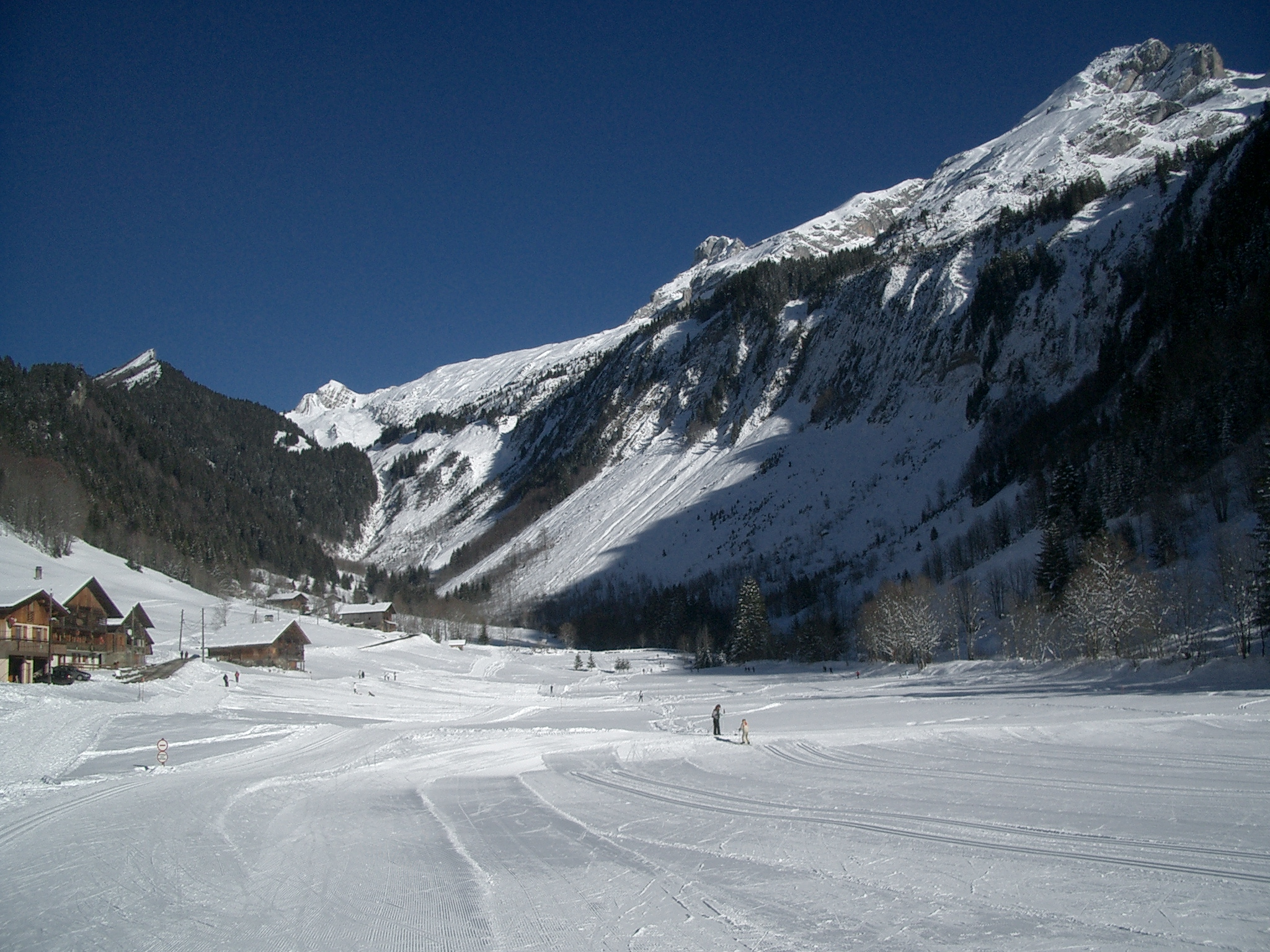
Pointe de Bella Cha, pointe Percée (au centre) et mont Charvet vus du sud-ouest depuis Lormay (Le Grand-Bornand)
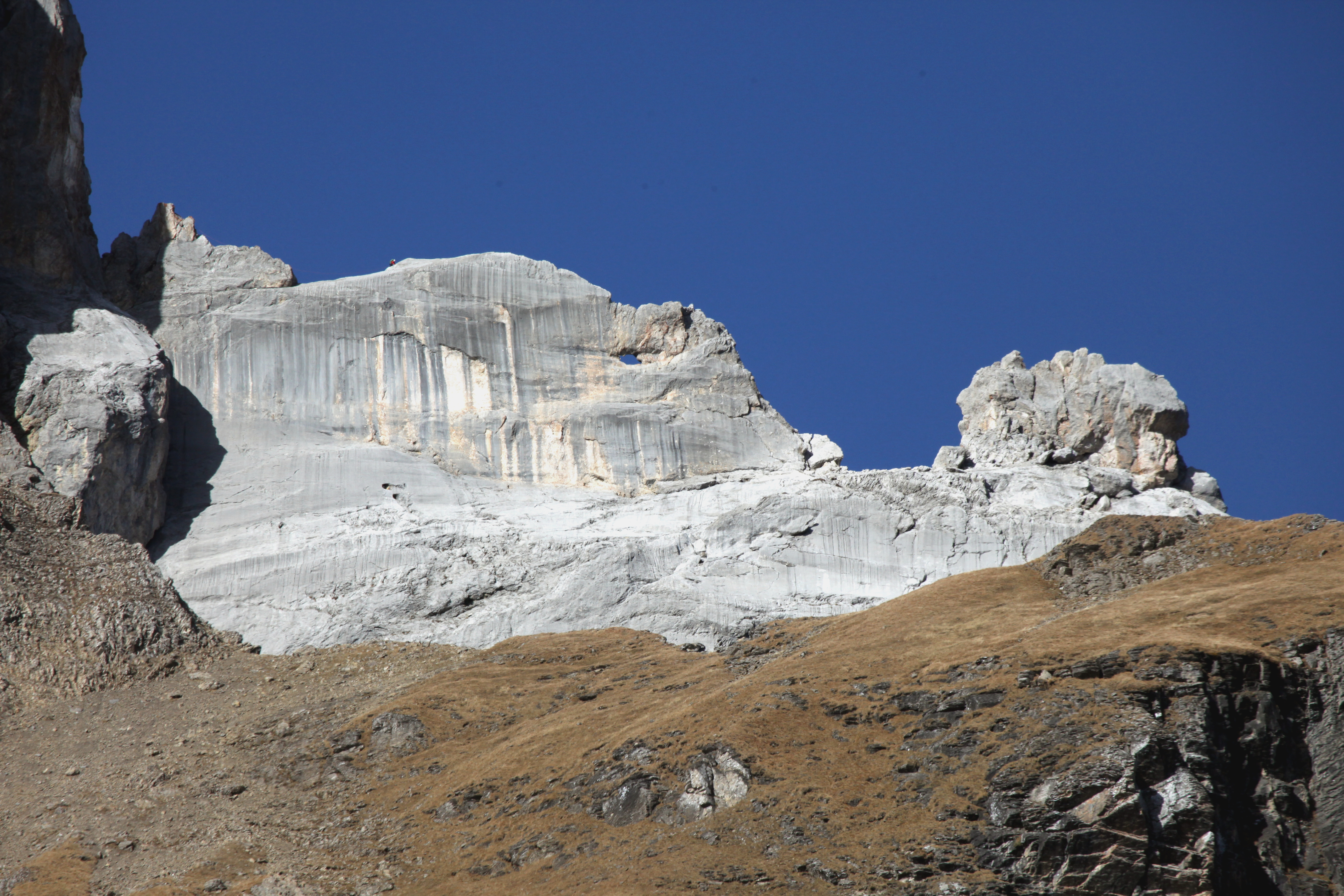
Le trou ayant donné son nom à la montagne.
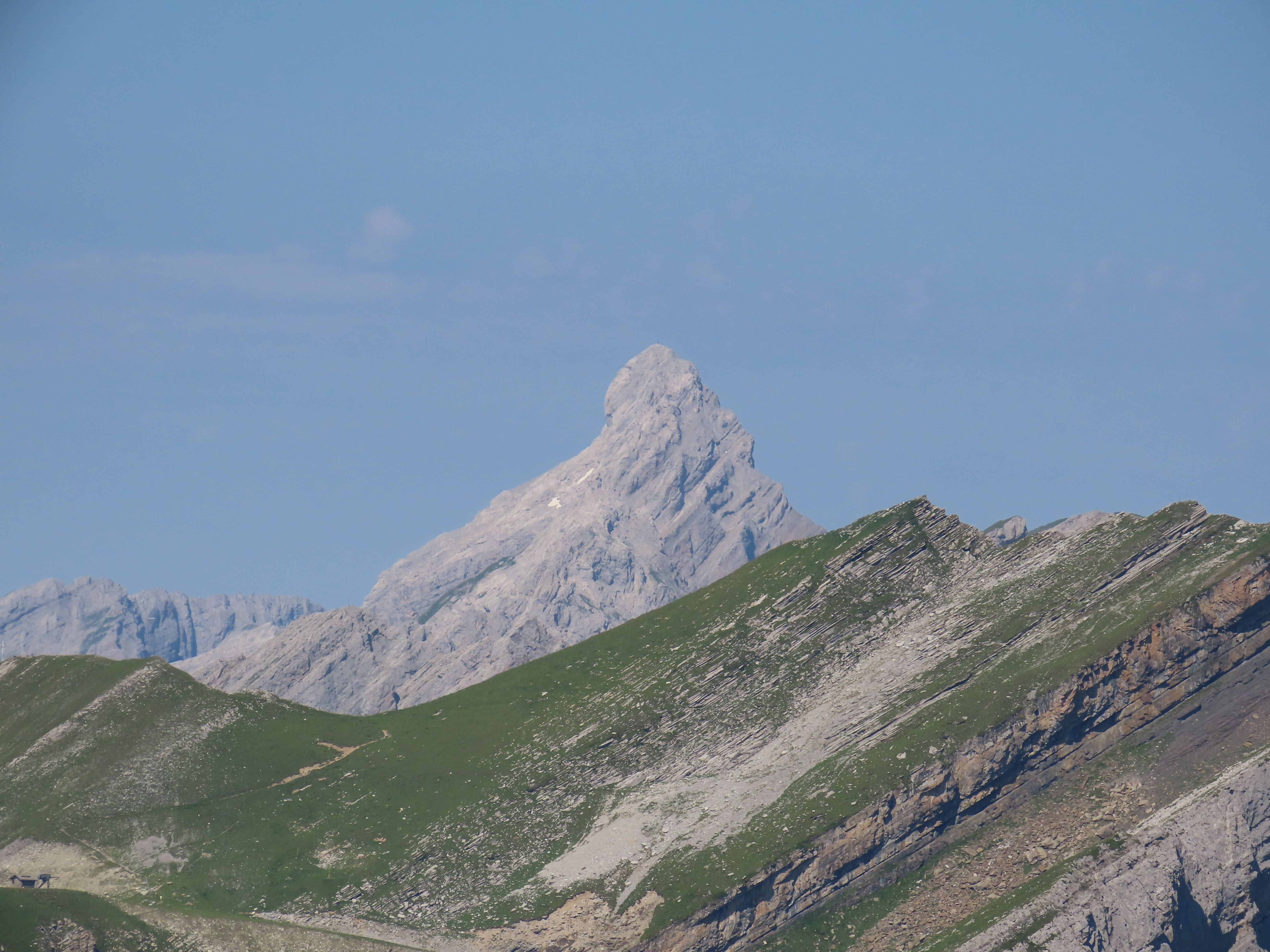
La pointe Percée depuis la pointe de Merdassier au sud-ouest.

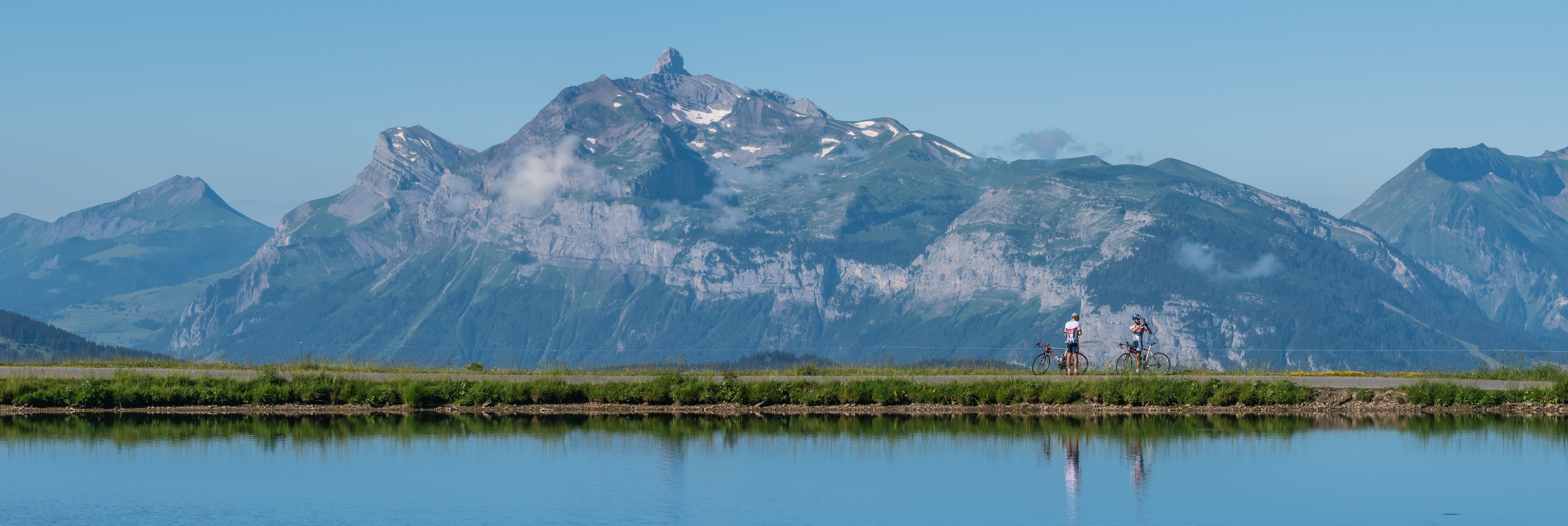
La pointe Percée vue du lac de Joux Plane dans le massif du Giffre au nord-nord-est ; à partir de la gauche, le Croisse Baulet, les Quatre Têtes et de l'autre côté de la pointe Percée la pointe d'Almet.